# Juanito
Juan Gutiérrez Moreno, även kallad  Juanito, född 23 juli 1976 i Cádiz i Spanien, är en spansk före detta fotbollsspelare (försvarare).
Han är framförallt förknippad som spelare för Real Betis, med vilka han gjorde 294 matcher var lagkapten och vann spanska cupen, Copa del Rey, 2005 .
Han avslutade sin karriär i Real Valladolid, och spelade tidigare också för Recreativo de Huelva och Atlético Madrid. Han var med i Spaniens landslag i fotboll, bland annat i EM 2004 och 2008 samt VM 2006.
Efter karriären som fotbollsspelare fortsatte han som tränare.